# XBase

xBase er det generiske navn for den gruppe af programmeringssprog og databasesystemer. der har samme syntaks og struktur som dBASE.
Den store udbredelse af xBASE har gjort, at adskillige firmaer har udviklet tilsvarende og delvist kompatible databasesystemer.
Hovedanvendelsen for xBase-sprogene databasebaseret udvikling.
Blandt leverandørerne af xBase-produkter er:
- dBASE (Fortolker; MS-DOS, Windows)
- Clipper (Compiler; MS-DOS)
- FoxPro (Fortolker; MS-DOS, Unix, Macintosh, Windows; Siden overtagelse fra Microsoft kun til Windows under navnet Visual Foxpro)
- dBMAN (Fortolker; Unix, Atari ST, Amiga, MS-DOS, Windows)
- Flagship (Compiler; Unix)
- Harbour (Compiler; MS-DOS, Windows, OS/2, Linux)
- Xbase++ (Compiler; Windows)
- Clip Arkiveret 18. februar 2005 hos  Wayback Machine (Compiler; Unix)

Yderligere bliver xBase anvendt om databaserne bag xBase-systemet. Af systemer der helt eller delvis anvender databasedelen er:
- XBase-Sourceforge-Projekt
- CodeBase

## Yderligere henvisninger
- Beskrivelse af xBase filformatet